# Kung Kristian II (Sibelius)
Kung Kristian II (Re Cristiano II), Op. 27, è una composizione di Jean Sibelius, destinata ad essere eseguita come musiche di scena dell'omonimo dramma storico scandinavo, scritto dall'amico Adolf Paul.

## Storia
Il dramma originale tratta dell'amore di re Cristiano II, sovrano di Danimarca, Svezia e Norvegia, per una ragazza olandese, Dyvecke, una giovane comune. Sibelius compose nel 1898 sette movimenti. Diresse la première delle prime quattro parti allo Svenska Teatern di Helsinki il 24 febbraio 1898.
L'estate seguente compose altri tre movimenti, Nocturne, Serenade e Ballade. Il Nocturne (notturno) era un interludio tra il primo e il secondo atto. La posizione della Serenade (serenata) cambiò. La Ballade (ballata) è un pezzo drammatico sul bagno di sangue del 1520 che il re ordinò a Stoccolma. Questo movimento mostra già tratti della successiva Prima Sinfonia. La musica per il palcoscenico è composta dai seguenti numeri:
1. Elegia
2. Musette
3. Menuetto
4. Sången om korsspindeln
5. Nocturne
6. Serenade
7. Ballade.[1]

Sibelius ricavò dalle musiche di scena una suite di cinque movimenti. Una performance completa della suite dura circa 25 minuti. Fu eseguita per la prima volta nel dicembre 1898, diretta da Robert Kajanus. Sibelius scrisse in una lettera: “La musica suonava in modo eccellente e i tempi sembravano essere giusti. Penso che sia la prima volta che riesco a realizzare qualcosa di completo."

## Movimenti della suite
La suite consiste di cinque movimenti:
| Movimento | Tipo     | Tempo                           | Note |
| --------- | -------- | ------------------------------- | --- |
| 1         | Nocturne | Molto moderato                  | Una scena d'amore.                                                                                            |
| 2         | Elegie   | Andante sostenuto               | L'introduzione originale alle musiche di scena. Orchestrato per i soli archi.                                 |
| 3         | Musette  | Allegretto                      | La danza di Dyvecke. In origine orchestrato per clarinetti e fagotti, ma con gli archi aggiunti per la suite. |
| 4         | Serenade | Moderato assai (Quasi menuetto) | Tratto dal preludio al terzo atto dell'opera teatrale (musica per il ballo di corte).                         |
| 5         | Ballade  | Allegro molto                   | La musica tempestosa riflette la rabbia del re.                                                               |